# De anatomische les van Dr. Deijman

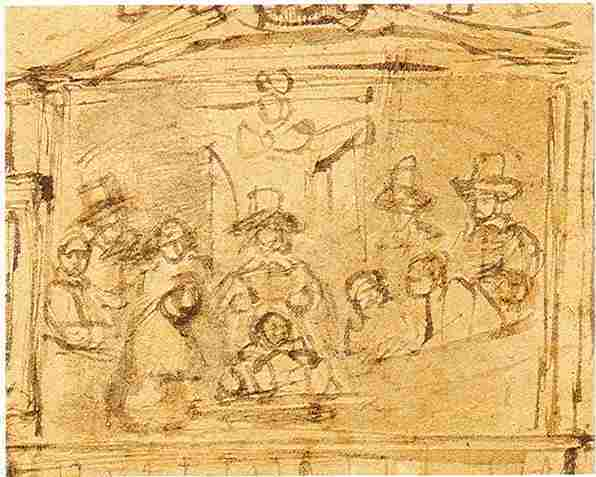
Schets van Rembrandt die de afmetingen van het originele werk toont

De anatomische les van Dr. Deijman is een schilderij van de kunstschilder Rembrandt van Rijn. Het is het op twee na grootste werk van zijn hand. Dat het schilderij relatief minder beroemd is, heeft te maken met de brand in 1723 waarin het grootste deel verloren ging. Het schilderij werd in 1656 vervaardigd voor het Amsterdamse chirurgijnsgilde. Het originele schilderij toonde een groepsportret met Dr. Jan Deijman en acht meesterchirurgijns tijdens een anatomische les waarbij sectie plaatsvindt op de hersenen van Joris Fonteijn, alias Zwarte Jan, een ter dood gebrachte misdadiger.

## Brandschade
Oorspronkelijk was het doek ongeveer 2,45 m hoog en drie meter breed. In 1723 raakte het metersgrote schilderij ernstig beschadigd bij een brand in de nieuwe behuizing van het Anatomisch Theater in de Waag op de Nieuwmarkt. Tijdens de daaropvolgende restauratie werd het tot het huidige formaat teruggebracht. Zeven van de oorspronkelijk negen personen gingen zo verloren.

## Het schilderij
Op de snijtafel ligt het stoffelijk overschot van de door ophanging terechtgestelde Joris Fonteijn. Erachter staat deels nog zichtbaar Dr. Jan Deijman die de sectie uitvoert; als gevolg van de brand is zijn hoofd verdwenen. Links naast de snijtafel staat Gijsbert Calkoen (1621-1664), overman in de leiding van het chirurgijnsgilde. Rembrandt laat Calkoen de schedelkap vasthouden. Over zijn arm hangt een zwarte doek, die misschien bedoeld was om de dode te overdekken tussen de ontleedsessies door.

## Jan Deijman
Jan Deijman (1619-1666) was geen chirurgijn, maar doctor medicinae. Na zijn studie in Leiden was hij gepromoveerd in Angers, alvorens zich in Amsterdam te vestigen. Als academisch gevormd arts mocht hij, in tegenstelling tot de chirurgijns, inwendige operaties uitvoeren. Waarschijnlijk heeft Deijmans eerste openbare les voor het chirurgijnsgilde in 1656 de aanleiding gevormd voor de opdracht aan de schilder Rembrandt. Een jaar eerder was hij benoemd tot assistent van Samuel Coster, arts van het Sint Pieters- of Binnengasthuis. In 1662 zou hij Coster opvolgen. Van 1653 tot 1655 was Deijman inspecteur geweest bij het Collegium Medicum. 'Praelector anatomiae' (voorlezer in de anatomie) was hij sinds drie jaar, een functie waarin hij Nicolaas Tulp was opgevolgd en die hij tot aan zijn dood zou vervullen. In 1666 werd Deijman opgevolgd door Frederik Ruysch, die meer dan zestig jaar praelector bleef.

## Anatomische lessen
Als praelector, van stadswege benoemd, was Deijman belast met het ontleedkundig onderricht aan de chirurgijns, hun knechten en hun leerlingen. Chirurgijns waren (alleen) bevoegd om uitwendige kwalen te behandelen en kleine operaties uit te voeren. Hun activiteiten laten zich eerder als ambacht dan als praktijk omschrijven. Zij oefenden hun vak uit in een winkeltje, waar de burger zich kon laten onderzoeken. De meest voorkomende handeling was het haarsnijden (knippen en scheren); reden waarom ook de barbiers bij het chirurgijnsgilde waren aangesloten.
De lessen van de praelector, tweemaal per week, bestond uit osteologie, dierkunde, fysiologie en chirurgie. Daarnaast had het gilde toestemming om eenmaal per jaar een openbare anatomische les te organiseren, waarbij de praelector sectie verrichtte op het lijk van een terechtgestelde misdadiger. De anatomische lessen waren niet alleen toegankelijk voor gildeleden, maar ook voor buitenstaanders.

## De terechtgestelde
Joris Fonteijn (1633/1634-1656) was afkomstig uit Diest in Vlaanderen. Hij volgde een opleiding tot kleermaker, waarna hij drie en een half jaar diende bij de Westindische Compagnie. Na zijn terugkeer in Diest, in oktober 1653, joeg hij zijn moederlijk erfdeel erdoor en raakte op het slechte pad. Nadat hij in Dordrecht terechtkwam, kreeg hij gezelschap van Elsje Otte, bijgenaamd de 'Donder-hoer'. Even leek het nog goed te komen met Joris, wanneer hij in Keulen werd gesignaleerd. Eind 1655 was het echter opnieuw raak en werd hij op heterdaad betrapt en ingerekend bij een inbraak op de Nieuwendijk in Amsterdam. Uiteindelijk werd de onverbeterlijke Fonteijn op 27 januari 1656 veroordeeld tot de strop en twee dagen later terechtgesteld. Daarbij had men boven zijn hoofd het pistool bevestigd dat hij bij zich had gedragen 'tot schrick en exempel van anderen'. Aansluitend werd zijn lichaam aan de chirurgijns voor drie dagen ter beschikking gesteld ten behoeve van het onderwijs.
Op 2 februari werd 'Zwarte Jan' op het Zuiderkerkhof begraven.